# Gerry Peyton
Gerry Peyton (ur. 20 maja 1956 w Birmingham, Anglia) – piłkarz grający na pozycji bramkarza. Karierę zawodniczą zakończył w 1994.
Od 2003 jest trenerem bramkarzy w Arsenalu.